# Style (Taylor Swift)
Style is een nummer van de Amerikaanse zangeres Taylor Swift uit 2015. Het is de derde single van haar vijfde studioalbum 1989.

## Achtergrondinformatie
"Style" gaat over een stel dat zich in een giftige relatie bevindt, maar nooit uit elkaar gaat omdat ze bang zijn hun "stijl te verliezen". Er wordt gesuggereerd dat het nummer zou gaan over Swift haar tijd met Harry Styles. Het nummer werd in veel landen een hit en bereikte de 6e positie in de Amerikaanse Billboard Hot 100. In het Nederlandse taalgebied was het succes iets bescheidener; met een 22e positie in de Nederlandse Top 40, en in Vlaanderen een 3e positie in de Tipparade.
Nadat Swift in 2019 haar muziekrechten kwijtraakte nam ze haar album "1989" opnieuw op onder de naam 1989 (Taylor's Version). Voor dat album werd ook "Style" opnieuw opgenomen, onder de naam Style (Taylor's Version). Het nummer werd in 2023 ook opnieuw op single uitgebracht en overtrof in sommige landen het succes uit 2015.

## Tracklijst
- Muziekdownload

1. "Style" - 3:51